# Yannis Musy
Yannis Musy (27 de noviembre de 2002) es un deportista francés que compite en ciclismo de montaña en la disciplina de campo a través. Ganó una medalla de plata en el Campeonato Europeo de Ciclismo de Montaña de 2024, en la prueba por relevos.

## Medallero internacional
| Campeonato Europeo | Campeonato Europeo         | Campeonato Europeo | Campeonato Europeo         |
| Año                | Lugar                      | Medalla            | Competición                |
| ------------------ | -------------------------- | ------------------ | -------------------------- |
| 2024               | Cheile Grădiștei (Rumania) | Medalla de plata   | Campo a través por relevos |